# Ignaz Opfermann

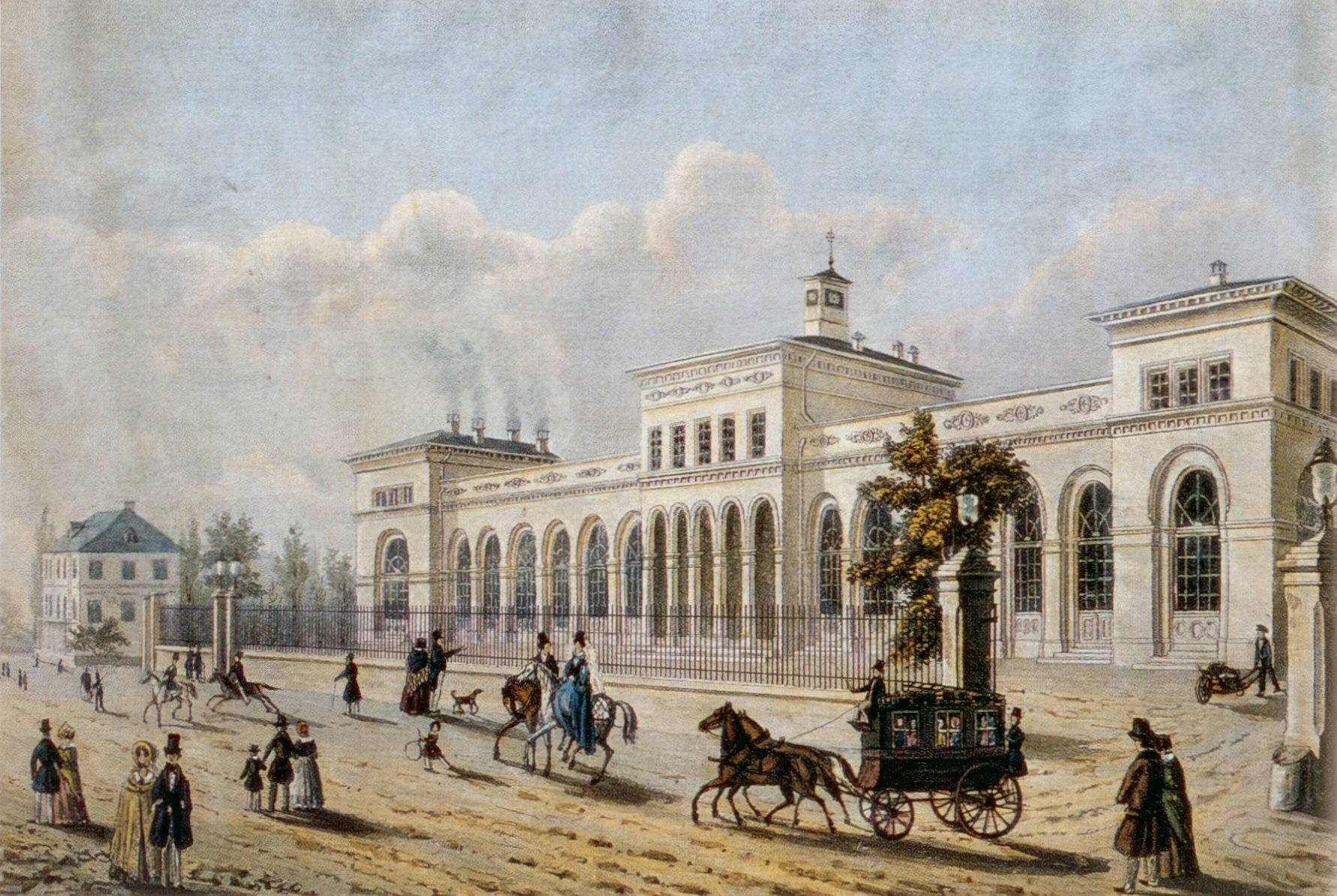
Der von Opfermann geplante Frankfurter Taunusbahnhof um 1850

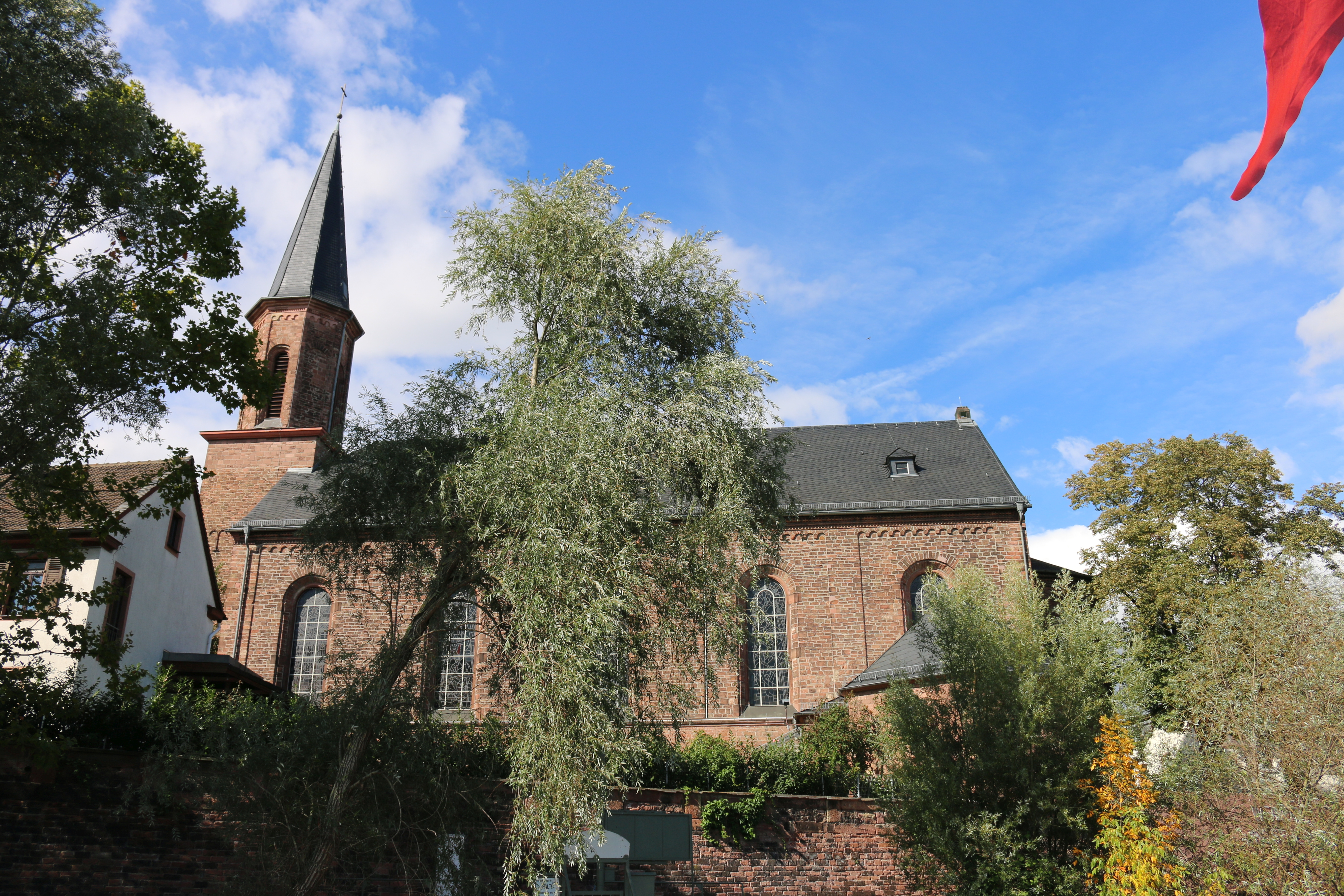
St. Kilian, Kostheim

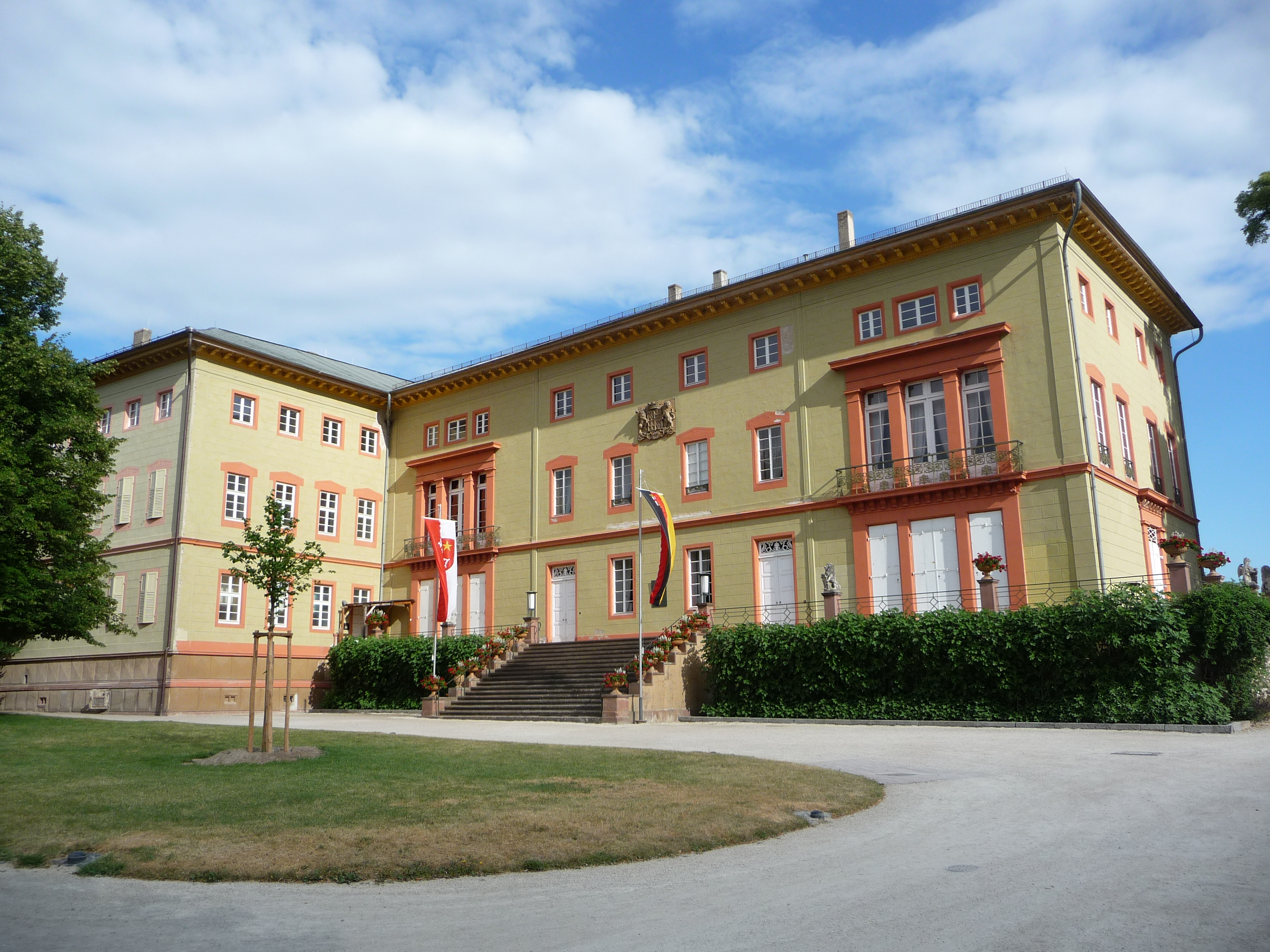
Herrnsheimer Schloss

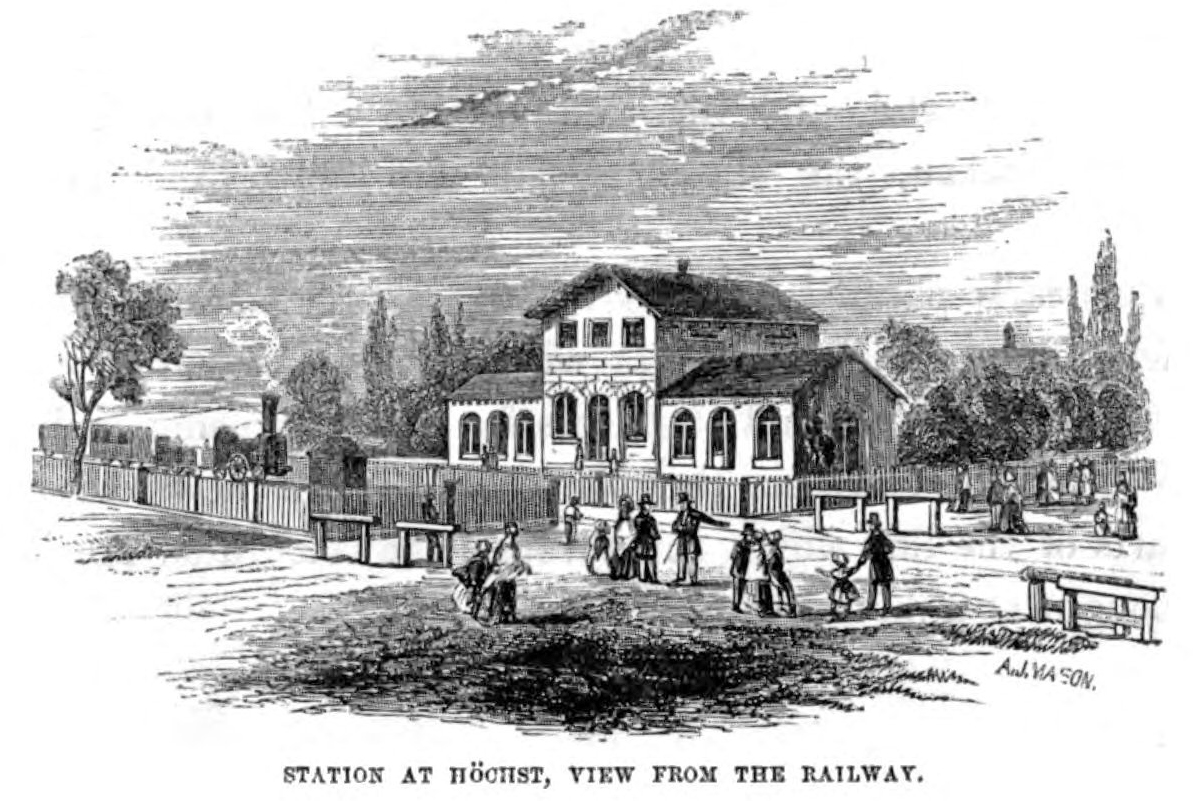
Empfangsgebäude in (Frankfurt-)Höchst

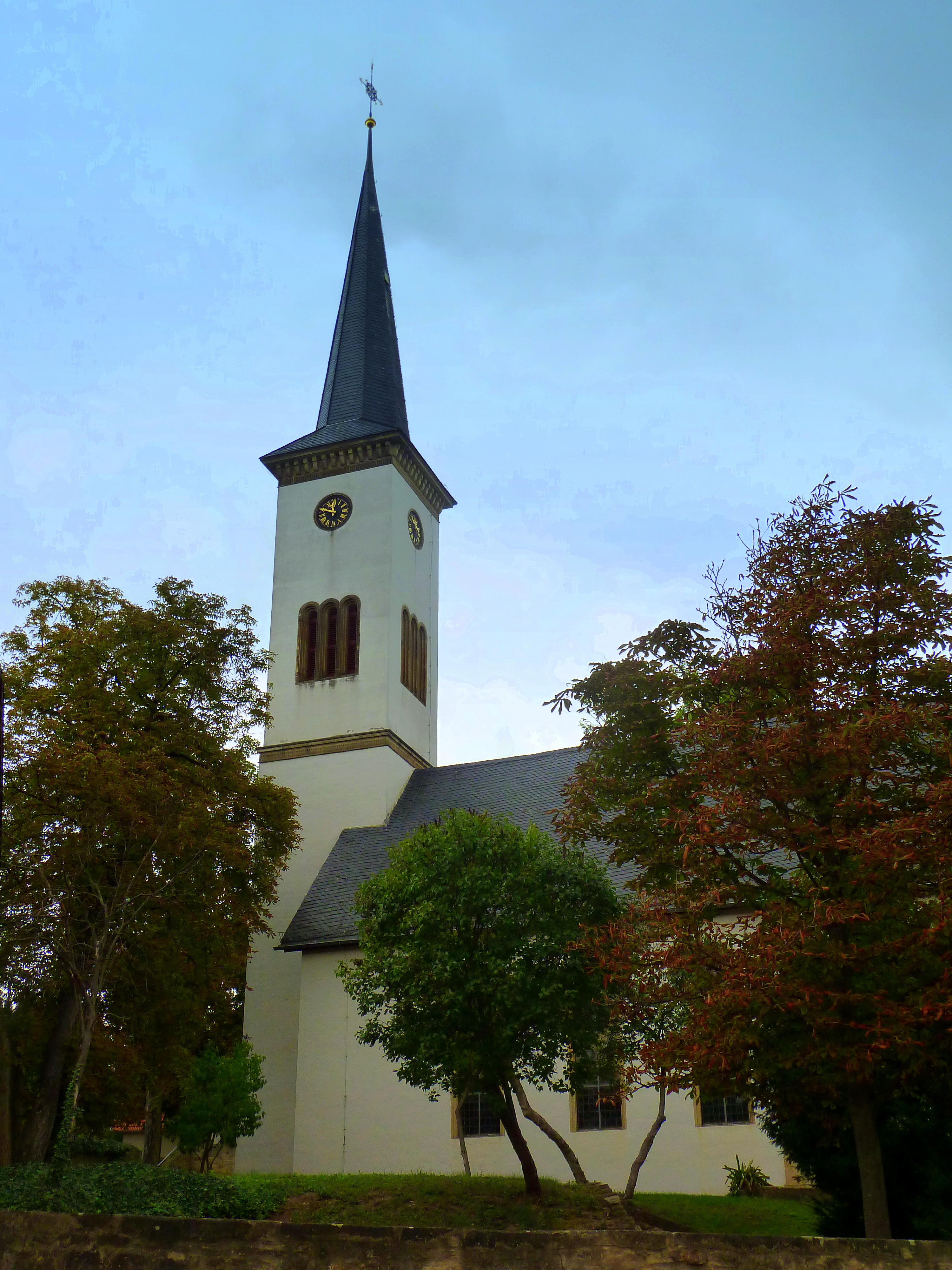
Evangelische Kirche in Flonheim-Uffhofen

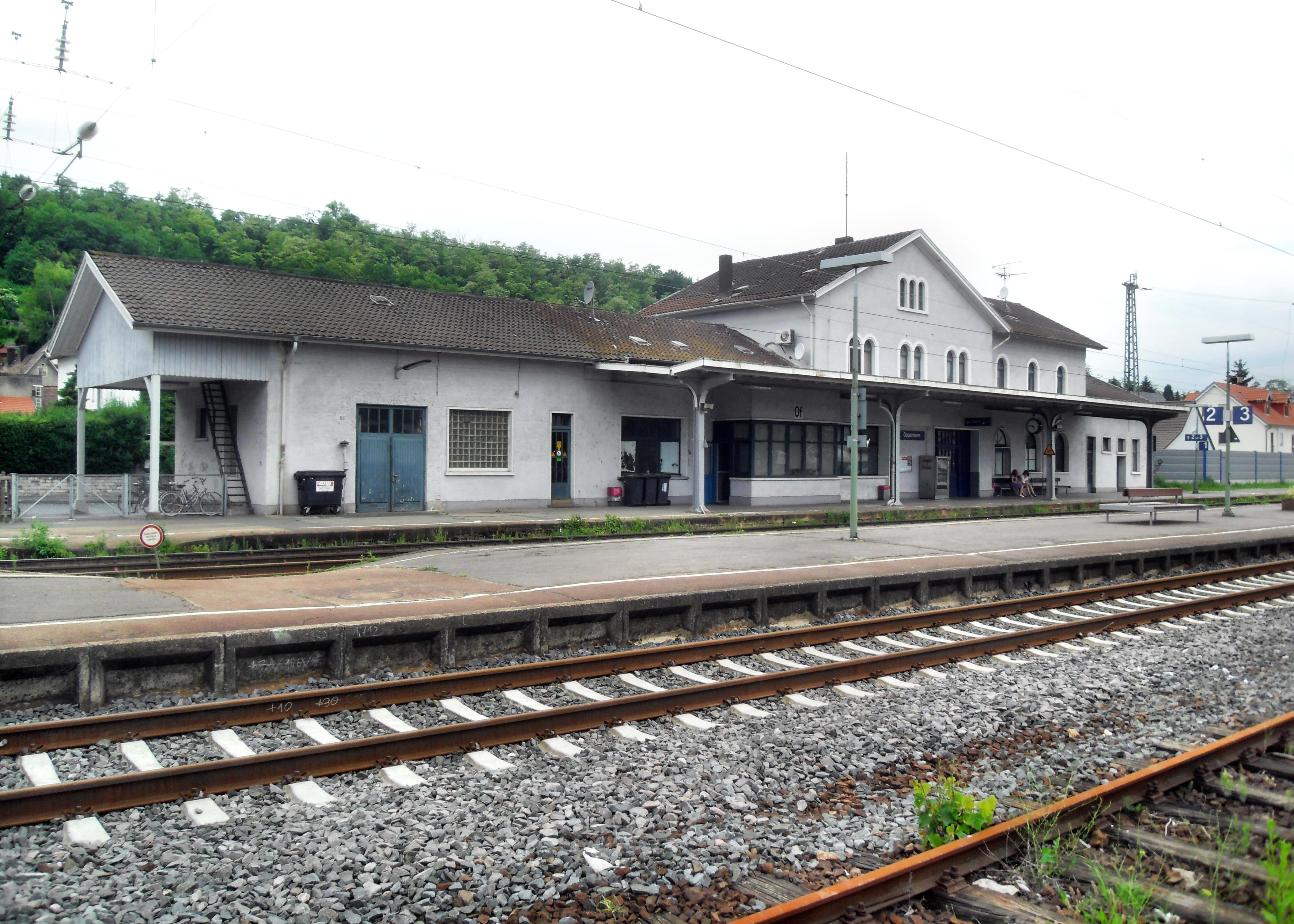
Empfangsgebäude Oppenheim

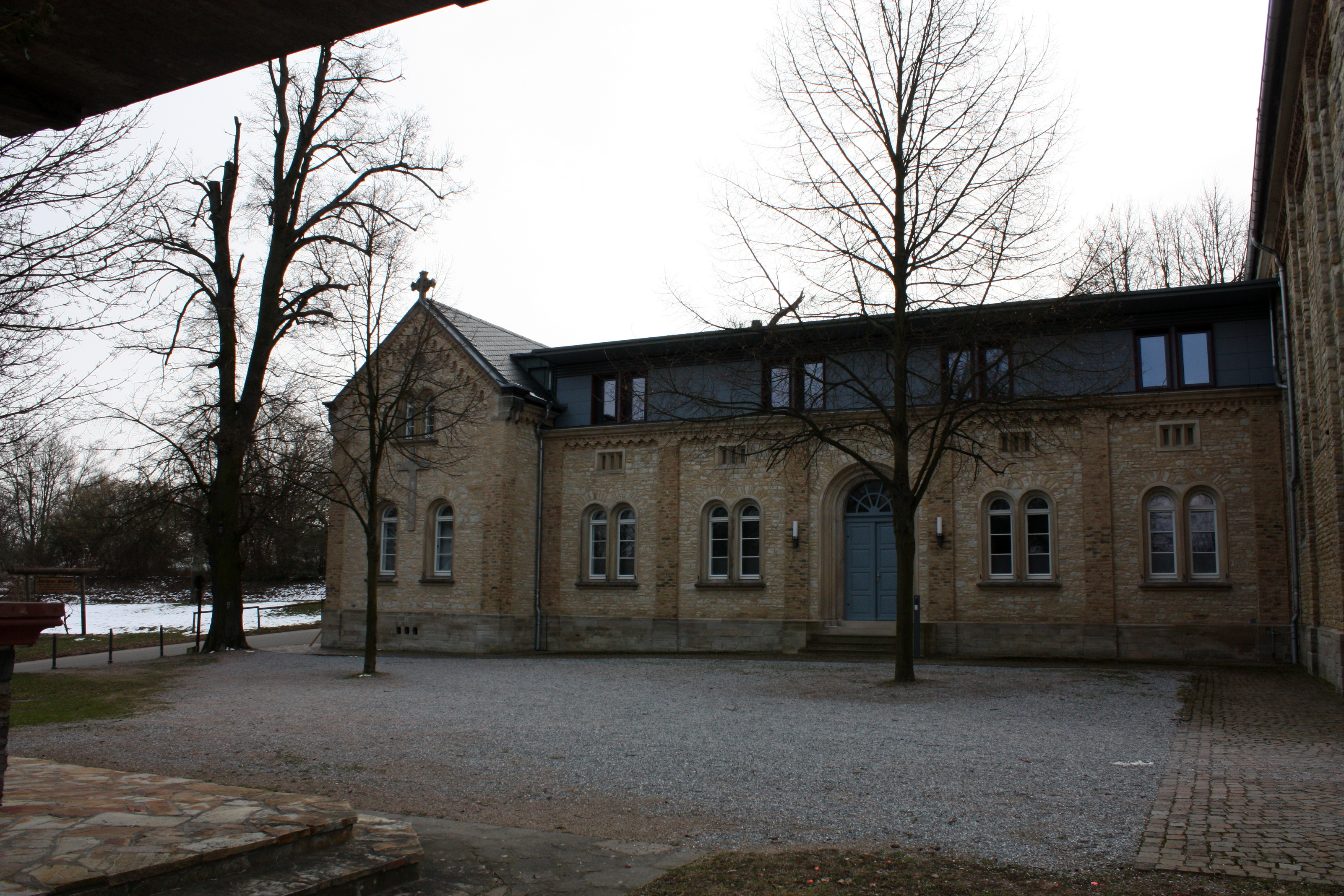
Priesterhaus auf dem St. Jakobsberg, Ockenheim

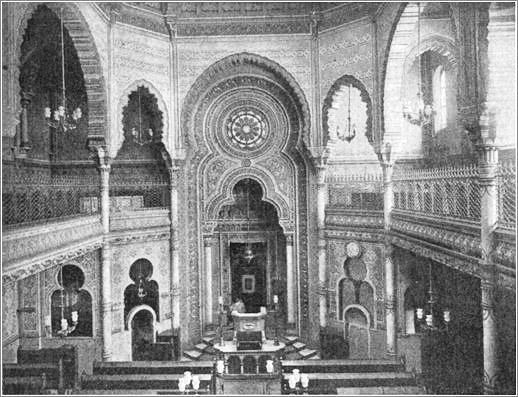
Innenraum der alten Hauptsynagoge Mainz

Ignaz Opfermann (* 26. September 1799 in Mainz; † 13. Januar 1866, ebenda) war ein deutscher Architekt und Baubeamter im Großherzogtum Hessen.

## Leben
Ignaz Opfermann entstammte einer Mainzer Zimmerer- und Schreinerfamilie. Er war der zweite Sohn von Adam Opfermann und dessen Ehefrau Sabina Opfermann geborene Bopp (* 9. Mai 1765; † 1. Dezember 1840). Sein Bruder Heinrich (* 13. Oktober 1796; † 13. November 1867) war Obereinnehmer am Rheinzollamt in Mainz. Ignaz Opfermann besuchte bis 1814 das Lyzeum in Mainz. Anschließend lernte er bei seinem Vater den Beruf des Zimmerers und erhielt Privatunterricht im Baufach. Ab 1817 war er Schüler von Friedrich Weinbrenner in Karlsruhe, dann in Freiburg im Breisgau, wohin die Schule zum Teil verlegt worden war. Dort besuchte er auch die Albert-Ludwigs-Universität Freiburg. In den folgenden Jahren unternahm er Studienreisen nach Italien, insbesondere nach Rom, in die Schweiz, nach Frankreich und durch Deutschland. Anschließend bereitete er sich in Mainz auf das Bauexamen vor und war zugleich 1822/1823 als Baugehilfe bei dem großherzoglichen Baudirektor Georg Arnold beschäftigt, der damals das Dach des 1793 ausgebrannten Mainzer Doms erneuerte. Nach dem 1824 bestandenem Staatsexamen erhielt er im August des gleichen Jahres die Stelle eines Landbaumeisters für den südlichen Teil der Provinz Starkenburg mit Sitz in Bensheim.
Am 28. Februar 1832 heiratete Ignaz Opfermann in Hofheim (Ried) Josefine Christine Schmalenberger (* 19. März 1809 in Herrnsheim; † 22. Mai 1876 in Worms). Sie hatten fünf Kinder:
- Karl (* 25. November 1832 in Mainz; † 14. Juni 1840)
- Sabina Auguste (* 3. August 1835 in Mainz; † 6. November 1836)
- Heinrich Wilhelm (* 9. Juni 1838 in Mainz; † 30. Juni 1880 in Mainz), Oberingenieur bei den Pfälzischen Eisenbahnen
- Theodor Ernst (* 28. August 1840 in Mainz; † 19. November 1859)
- August Rudolf (* 15. Juni 1844 in Mainz; † 6. Februar 1913 in Mainz), Architekt in Mainz

Ignaz Opfermann war seit dem 6. November 1848 korrespondierendes und Ehren-Mitglied des Royal Institute of British Architects. Er war aktives Mitglied im Mainzer Dombauverein, für den er Gutachten für anstehende Restaurierungen verfasste. Bei der Wahl zum Dombaumeister 1858 kandidierte er, unterlag dem Mainzer Stadtbaumeister Joseph Laské aber mit 10:11 Stimmen. Auch als nach dem Tod Laskés 1865 eine weitere Wahl anstand, war er wieder im Gespräch. Gewählt aber wurde Kreisbaumeister Metternich aus Groß-Gerau.
1857 unternahm Opfermann eine mehrwöchige Reise durch Oberitalien.
1858 und 1860 gehörte er dem Vorstand der Versammlung deutscher Architekten an.
Ignaz Opfermann starb Anfang 1866 und wurde auf dem Hauptfriedhof Mainz bestattet.

## Werk
Auf Empfehlung Georg Mollers wurde Ignaz Opfermann 1832 Provinzialbaumeister der Provinz Rheinhessen, ein Titel, der aber mit der Verwaltungsreform in Rheinhessen zum 4. Februar 1835 entfiel. Er führte nun den Titel Kreisbaumeister für den Baubezirk Mainz.
Ignaz Opfermann hat an zahlreichen Bauprojekten im Großherzogtum mitgewirkt (siehe: unten stehende Liste). Dazu zählten auch eine Reihe der damals hoch modernen Bauten für die gerade entstehenden Eisenbahnen. Er entwarf sowohl die Hochbauten der Taunus-Eisenbahn, auch den Frankfurter Taunusbahnhof, als auch die Hochbauten entlang der ersten Bahnstrecke der Hessischen Ludwigsbahn von Mainz nach Worms und an der Pfälzischen Maximiliansbahn. Für seine Arbeit an der Hessischen Ludwigsbahn wurde er sogar staatlicherseits vorübergehend freigestellt, um den Hochbau dieser privaten Aktiengesellschaft, betreuen zu können. Zuvor hatte er 1845 schon an der Kommission mitgewirkt, die den Verlauf der Eisenbahnstrecke zwischen Mainz und Worms festgelegt hatte. Bei allen drei Projekten arbeitete er mit dem Ingenieur Paul Camille von Denis zusammen, der für die eisenbahntechnische Seite der Strecken zuständig war.
Mit seinem Entwurf für ein neues Mainzer Rathaus 1843 wandte sich Opfermann der Neorenaissance im Stil der italienischen Frührenaissance zu. Dieser weit verbreitete „Rundbogenstil“ mit klassizistischen Elementen leitete sich aus dem Landhaus- und Schlossbau ab. Dass er als Staatsbeamter für das kommunale Bauvorhaben eines neuen Rathauses tätig wurde, hatte damit zu tun, dass der Mainzer Stadtbaumeister Johann Heinrich Hartmann sich als Fehlbesetzung erwiesen hatte. In dem gegen Hartmann gerichteten Amtsenthebungsverfahren durch den Gemeinderat bescheinigte Ignaz Opfermann ihm Unfähigkeit.
Zahlreich sind die Sanierungs- und Restaurierungsarbeiten, die Ignaz Opfermann leitete, darunter an der Katharinenkirche in Oppenheim am Wormser Dom und der Liebfrauenkirche in Worms. Hinzu treten zahlreiche Kirchenneu- und -umbauten. Weiter gibt es eine Reihe von Privatbauten, die von ihm stammen, darunter auch eine Reihe von Hotels und Gasthäusern.

## Bauten (Auswahl)
- vermutlich zwischen 1824 und 1832: Schulhaus in Traisa[22]
- 1824–1825: Abschluss des Neubaus der evangelischen Kirche in Lindenfels im Odenwald
Der Entwurf stammte von Georg Moller, die Bauausführung leitete zunächst Opfermanns Vorgänger im Kreisbauamt, der verstorbene Johann Heinrich Lautenschläger.[23]
- 1824 oder kurz danach: Umbau des „Hees’schen Hofes“ (Schloßschule), Schulgasse 1 in Heppenheim (Ergänzung des Anbaus mit einem Uhrtürmchen)[24]
- 1826–1832: Bauleitung beim Neubau der St.-Georg-Kirche in Bensheim (Planung von Georg Moller)[25]
- 1829–1832: Evangelische Marienkirche in Schönberg im Auftrag von Fürst Ludewig III. zu Erbach-Schönberg[26]
- 1830er Jahre: Umbau des Schlosses Johannisberg für Fürst Klemens Wenzel Lothar von Metternich (unter Georg Moller)[27]
- um 1830: Ausführung eines Weinberghauses für einen privaten Bauherrn im heutigen Garten des Hauses Nibelungenstraße 32 in Bensheim (wohl nach Entwurf von Georg Moller)[28]
- ab 1831: Fertigstellung der Waldenserkirche in Wembach[29]
- 1831–1834: Evangelische St.-Anna-Kirche in Gronau[30]
- 1834–1845: Renovierung der Katharinenkirche in Oppenheim
- 1836[31]: Pfarrkirche St. Kilian in Kostheim[32]
- 1836: Marktbrunnen in Bensheim (beim Erdbeben vom 10. Februar 1871 beschädigt und 1895 neu gestaltet)[33]
- 1837–1839: römisch-katholische Bartholomäusschule, Krämerstraße 38 in Oppenheim[34]
Das Gebäude wurde 1926 durch einen Neubau in expressionistischem Stil ersetzt.[35]
- 1837–1844: Um- und Ausbau des Herrnsheimer Schlosses für die verwitwete Lady Acton
Das Projekt endete im Streit zwischen der Bauherrin und dem Architekten.[36]
- 1839–1840: Korrektionshaus in der Zuchthausgasse[37]
- 1839–1840: Hochbauten der Taunus-Eisenbahn:[38]
  - Frankfurter Taunusbahnhof (1888 durch einen Neubau ersetzt)
  - Eisenbahnbrücke Nied (Hier ist unklar, ob das Bauwerk von ihm oder von dem den Bau eisenbahnseitig verantwortenden Paul Camille von Denis stammt.)
  - Bahnhof Höchst (heute Frankfurt-Höchst; 1880 durch einen Neubau ersetzt)[39]
  - Bahnhof Flörsheim (Main)[40]
  - Bahnhof Kastel (heute Mainz-Kastel; 1890 durch Neubau ersetzt)
  - Bahnhof Biebrich (heute Wiesbaden Ost; 1906 durch Neubau ersetzt)
  - Wiesbaden Taunusbahnhof (1906 zugunsten des neuen Hauptbahnhofs stillgelegt und abgebrochen)
- ab 1839: Evangelische Pfarrkirche in Eich (Rheinhessen)[32]
- 1840er Jahre: Sanierung der Brömserburg in Rüdesheim für Franz Erwein Damian Joseph von Schönborn (Auftrag von Georg Moller übernommen)[41]
- 1842: Renovierung der Türme und der Vorhalle der evangelischen St.-Viktor-Kirche in Guntersblum[42]
- 1842: Wiederherstellung des Nordflügels des ehemaligen Kurfürstlichen Schlosses in Mainz[43]
- 1843: Uhrturm in Oppenheim (unter Verwendung der Reste eines mittelalterlichen Turms)[44]
- 1844: Entwurf für eine Restaurierung der Kirche St. Paul in Worms (nicht ausgeführt)[45]
- ab 1843: Lagerhäuser für neue Kaianlage am Mainzer Rheinhafen[11]
- 1845: Real- und Höhere Töchterschule der Israelitischen Religionsgemeinschaft in Frankfurt am Main, Rechneigrabenstraße 14[46]
- 1846–1849: Erweiterung der barocken evangelischen Kirche in Uffhofen und deren Umgestaltung in historistischem Stil[47]
- 1847–1853: Bauten der Bahnstrecke Mainz–Worms[48] insbesondere die Empfangsgebäude der damals vorhandenen Bahnhöfe:[49]
  - Zentralbahnhof Mainz
Dieser erste Bahnhof von Mainz lag am Rheinufer und wurde 1884 durch den heutigen Hauptbahnhof ersetzt. Das Empfangsgebäude von Opfermann wurde abgerissen.
  - Bahnhof Laubenheim (heute Mainz-Laubenheim)
  - Bahnhof Bodenheim[50]
  - Bahnhof Nackenheim
  - Bahnhof Nierstein
  - Bahnhof Oppenheim
  - Bahnhof Guntersblum
  - Bahnhof Alsheim
  - Bahnhof Mettenheim
  - Bahnhof Osthofen
  - Bahnhof Worms
- 1851–1855: Hochbauten der Pfälzischen Maximiliansbahn[51][Anm. 2] mit den Empfangsgebäuden:[52]
  - Bahnhof Maikammer (heute Maikammer-Kirrweiler)
  - Bahnhof Edenkoben (im Zweiten Weltkrieg zerstört, Neubau 1956)
  - Bahnhof Edesheim
  - Bahnhof Landau (aufgrund militärischer Forderungen der Festung Landau als reines Holzgebäude ausgeführt, beim Bahnhofsumbau 1877 durch ein neues Gebäude in Massivbauweise ersetzt)
  - Bahnhof Insheim
  - Bahnhof Rohrbach (Pfalz)
  - Bahnhof Winden
  - Bahnhof Schaidt
  - Bahnhof Weißenburg
- 1853: Hauptsynagoge in Mainz[53]
- 1857–1862: Klosterkirche und Priesterhaus auf dem Jakobsberg in Ockenheim[54]
- ca. 1858–1862: Sanierung des Wormser Doms
Dabei wurde unter anderem 1859 die barocke Kuppel entfernt.[55]
- 1858–1862: St.-Johannes-Kirche („Taunusdom“) in Kirdorf[5]
- Restaurierung der Mittelburg in Neckarsteinach[56]
- ab 1860: Instandsetzung der Liebfrauenkirche in Worms
- 1861–1862: Wiederaufbau und Ausbau des Kästrichgeländes in Mainz nach der Pulverturmexplosion 1857 (Stützmauer und monumentale Treppe)[57]
- 1861–1865: Gustav-Adolf-Kirche in Nieder-Olm[5][58]
- Planung für die Gebäude der Brei’schen Brauerei (ab 1872 Aktienbrauerei) in Mainz, an der Ecke Drususstraße / Kupferbergterrasse[59]
- 1868–1869: Renovierung der Basilika St. Marcellinus und Petrus in Seligenstadt (posthume Ausführung von Opfermanns Entwürfen)[60]

## Zuschreibungen
Ihm zugeschrieben, aber nicht nachweisbar ist die Urheberschaft der 1859 bis 1862 errichteten Brückentürme der Mainzer Südbrücke. Vermutlich stammen sie von Justus Kramer, der ab 1860 den Hochbau der Hessischen Ludwigsbahn AG betreute. Die Arbeit Ignaz Opfermanns für diese private Aktiengesellschaft endete, als die Bahnstrecke Mainz–Worms 1853 fertig gestellt war.
Die hin und wieder anzutreffende Behauptung, Ignaz Opfermann sei auch Dombaumeister des Mainzer Doms gewesen, trifft nicht zu.

## Ehrungen
Am 26. Dezember 1845 erhielt Ignaz Opfermann das Ritterkreuz I. Klasse des Verdienstordens Philipps des Großmütigen.
Am 29. Juni 1862 erhielt er zudem den preußischen Königlichen Kronen-Orden III. Klasse verliehen.